# So Proudly We Hail!
So Proudly We Hail! (bra: Legião Branca ou A Legião Branca) é um filme estadunidense de 1943, do gênero drama bélico, dirigido por Mark Sandrich, e estrelado por Claudette Colbert, Paulette Goddard e Veronica Lake. O roteiro de Allan Scott foi baseado no livro de memórias "I Served on Bataan" (1943), da Tenente Coronel Juanita Redmond Hipps.
A trama retrata a história de um grupo de enfermeiras da Cruz Vermelha dos Estados Unidos enviadas às Filipinas durante os primeiros dias da Segunda Guerra Mundial.
A produção marcou a estreia cinematográfica de Sonny Tufts.

## Sinopse
Em 1941, um grupo de enfermeiras estadunidenses inexperientes, lideradas pela tenente Janet "Davy" Davidson (Claudette Colbert), parte dos Estados Unidos para servir no Havaí. Após o ataque a Pearl Harbor, elas são enviadas para Bataan, nas Filipinas. Lá, entre romances, bombardeios e problemas pessoais, elas sacrificam-se para aliviar o sofrimento dos soldados lutando contra a invasão japonesa. Depois da derrota dos Aliados na Batalha de Bataan, elas enfrentam a brutal Marcha da Morte de Bataan ao fugirem para Corregidor, onde mais perigos as aguardam.

## Elenco
- Claudette Colbert como Ten. Janet "Davy" Davidson
- Paulette Goddard como Ten. Joan O'Doul
- Veronica Lake como Ten. Olivia D'Arcy
- George Reeves como Ten. John Summers
- Barbara Britton como Ten. Rosemary Larson
- Walter Abel como Chaplain
- Sonny Tufts como Kansas
- Cora Witherspoon como Sra. Burns-Norvell
- Mary Servoss como Capt. "Ma" McGregor
- Ted Hecht como Dr. Jose Bardia
- John Litel como Dr. Harrison
- Hugh Ho Chang como Ling Chee
- Mary Treen como Ten. Sadie Schwartz
- Kitty Kelly como Ten. Ethel Armstrong
- Helen Lynd como Ten. Elsie Bollenbacher
- Lorna Gray como Ten. Tony Dacolli

## Produção
O título de produção do filme foi "Hands of Mercy". A produção foi anunciada em julho de 1942, com Allan Scott escrevendo o roteiro e Mark Sandrich dirigindo. Em agosto de 1942, o título foi alterado para "So Proudly We Hail!" No mesmo mês, Claudette Colbert foi anunciada como a protagonista.
O filme foi baseado no livro de memórias "I Served on Bataan" (1943), escrito pela Tenente Coronel Juanita Redmond Hipps, uma enfermeira da Segunda Guerra Mundial que serviu em Bataan e Corregidor durante o período em que Douglas MacArthur se retirou para a Austrália, o que acabou levando à rendição das tropas dos Estados Unidos e das Filipinas para as forças japonesas. Esses prisioneiros de guerra foram submetidos à Marcha da Morte de Bataan.
A produção foi uma das primeiras a homenagear as enfermeiras da Cruz Vermelha, que foram pioneiras ao enfrentar os desafios na linha de frente durante a Segunda Guerra Mundial, especialmente durante os eventos da Guerra do Pacífico.
A peça teatral "Cry Havoc" (1942), que tratava sobre enfermeiras na península de Bataan, não obteve sucesso e foi muito criticada por suas imprecisões históricas. Por isso, a Paramount tomou muito cuidado para que o filme – que, embora não fosse uma adaptação da peça, tratava de um tema semelhante – obtesse aprovação do Departamento de Guerra, bem como de conselheiros militares e de enfermagem. A Metro-Goldwyn-Mayer lançou um filme baseado na peça teatral em 1943, mesmo ano de lançamento dessa produção.
Macdonald Carey e Joel McCrea supostamente estrelariam a produção em uma fase inicial. Paulette Goddard supostamente fez com que o roteiro fosse reescrito para que seu papel fosse tão proeminente quanto o de Colbert. George Reeves foi emprestado para a Paramount Pictures pelo produtor Harry Sherman.

## Recepção
Bosley Crowther, em sua crítica para o The New York Times, observa que o filme "realmente dá uma impressão devastadora da tragédia de Bataan. Este feito se deve em grande parte ao realismo incansável com o qual o produtor e diretor Mark Sandrich recriou cenas de ação e de batalhas. Ele capturou em imagens inesquecíveis a tortura da campanha de Bataan – o cansaço, o desespero e a miséria; as deficiências em equipamentos e homens; o pathos de ter que tratar os feridos e doentes em barracos e até ao ar livre; o horror dos bombardeios inimigos vindos de céus indefesos e, acima de tudo, a amarga ironia de combatentes corajosos tendo que recuar, retrocedendo lentamente e cansados; sua força, mas não seu ânimo, se esgotando ... por isso, este é um filme que choca e enlouquece ao ser visto. Mas infelizmente, o Sr. Sandrich não conseguiu igualar a realidade do cenário com a dos personagens ... provavelmente porque a história ... [é] tão vazia de qualidade dramática real, as atuações são clichês ... No entanto, um ator novo e promissor chamado Sonny Tufts faz maravilhas para dar credibilidade e calor às cenas em que ele atua ... ele transmite a ilusão essencial de ser algo genuíno ... Walter Abel, como um capelão do exército, em um breve discurso, é mais autêntico do que qualquer uma das moças".
A revista Variety elogiou: "So Proudly We Hail!, de Mark Sandrich, é uma saga da enfermeira da frente de guerra e seu heroísmo sob ataque. Como tal, glorifica a Cruz Vermelha Americana e apresenta a enfermeira em tempo de guerra, no meio de perigos indescritíveis, físicos e espirituais, sob uma nova perspectiva. O diretor e produtor Sandrich e o roteirista Allen Scott contaram uma história vívida e vital. É contextualizada contra um romance realista sobre como um grupo de enfermeiras corajosas passou pelo fogo do inferno até a Austrália e depois de volta à Inglaterra ... Paulette Goddard faz um ótimo trabalho como companheira ... Sonny Tufts rouba a cena sempre que aparece".
Matt Bronson disse: "Um dos inúmeros dramas da Segunda Guerra Mundial produzidos por Hollywood enquanto o conflito ainda estava em curso, este se concentra nas enfermeiras estadunidenses destacadas nas Filipinas quando os combates estavam no auge por lá. No entanto, aqueles que poderiam ser tentados a menosprezá-lo como um 'drama feminino' devem reconsiderar, pois [o filme] é tão brutal quanto Objective, Burma!, Wake Island, ou qualquer outra produção 'de macho' da época sobre a Segunda Guerra Mundial".
Em fevereiro de 2020, para a revista Diabolique, Steven Vagg escreveu: "A cena do colapso de Lake mostra suas limitações, mas, no geral, é uma performance esplendidamente eficaz, com uma morte espetacular na tela – ela deveria ter interpretado mais cenas de morte em sua carreira. Ela tinha um histórico muito bom nesse departamento".
No Rotten Tomatoes, site agregador de críticas, 100% das 5 críticas do filme são positivas, com uma classificação média de 7,2/10.
Não era muito comum para Mark Sandrich dirigir filmes tão intensos e profundos, já que ele era conhecido por seus filmes com temas mais leves e musicais. Todavia, a produção acabou se tornando um grande sucesso de bilheteria.
Segundo o crítico e historiador de cinema Ken Wlaschin, este é um dos dez melhores filmes de Veronica Lake.

## Adaptação para a rádio
Em 1.º de novembro de 1943, o filme foi apresentado em uma adaptação no Lux Radio Theatre. Claudette Colbert, Paulette Goddard, Veronica Lake e Sonny Tufts reprisaram seus papéis.

## Prêmios e homenagens
| Ano  | Cerimônia                                       | Categoria                           | Indicado                                         | Resultado | Ref.          |
| ---- | ----------------------------------------------- | ----------------------------------- | ------------------------------------------------ | --------- | ------------- |
| 1943 | Prêmio da Associação de Críticos de Nova Iorque | Melhor ator                         | Sonny Tufts                                      | Indicado  | [ 20 ]        |
| 1943 | Film Daily                                      | Os Dez Melhores Filmes do Ano       | Os Dez Melhores Filmes do Ano                    | 8.º Lugar | [ 21 ]        |
| 1944 | Oscar                                           | Melhor atriz coadjuvante            | Paulette Goddard                                 | Indicada  | [ 22 ] [ 23 ] |
| 1944 | Oscar                                           | Melhor roteiro original             | Allan Scott                                      | Indicado  | [ 22 ] [ 23 ] |
| 1944 | Oscar                                           | Melhor fotografia em preto e branco | Charles Lang                                     | Indicado  | [ 22 ] [ 23 ] |
| 1944 | Oscar                                           | Melhores efeitos especiais          | Gordon Jennings, George Dutton & Farciot Edouart | Indicado  | [ 22 ] [ 23 ] |

O filme foi reconhecido pelo Instituto Americano de Cinema na seguinte lista:
- 2006: 100 Anos...100 Vivas – Indicado[24]